# Murupeaca tavakiliani
Murupeaca tavakiliani är en skalbaggsart som beskrevs av Maria Helena M. Galileo och Martins 2004. Murupeaca tavakiliani ingår i släktet Murupeaca och familjen långhorningar. Inga underarter finns listade i Catalogue of Life.